# Улица Костылева (Ломоносов)
Улица Костылева — улица в городе Ломоносове Петродворцового района Санкт-Петербурга. Проходит от Михайловской улицы за улицу Ломоносова до безымянного сквера.

## История
Первоначальное название — Александри́нская улица (Алекса́ндровская улица) — появилось в 1840-х годах. Оно присвоено в честь императора Александра I, неоднократно бывавшего в Ораниенбауме.
27 февраля 1869 года улицу переименовали в Елизаве́тинскую — в честь российской императрицы Елизаветы Алексеевны, жены Александра I. По другой версии — в честь Елизаветы Михайловны, дочери владельцев Ораниенбаума великого князя Михаила Павловича и великой княгини Елены Павловны.
В 1955 году улицу переименовали в Пионе́рскую — в честь Всесоюзной пионерской организации.
В 1965 году улицу переименовали в улицу Костылева — в честь Героя Советского Союза Г. Д. Костылева, уроженца Ораниенбаума.

## Застройка
- дом 15 — главный корпус Военного сухопутного госпиталя (1838—1840; объект культурного наследия регионального значения[2]).
- дом 17 — восточный флигель Военного сухопутного госпиталя (1838—1840; объект культурного наследия регионального значения[2]); в дальнейшем здания госпиталя занимал завод штурманских приборов ВМФ и 780-й ремонтный завод технических средств кораблевождения.

## Перекрёстки
- Михайловская улица
- Владимирская улица
- улица Ломоносова